# شعب بيلالا
بيلالا شعب مسلم يعيش حول بحيرة فيتري، في ولاية أتيا البطحة، في وسط تشاد. وذكر آخر تعداد تشادي في عام 1993 أن عددهم بلغ 136629 شخص. لغتهم، نابا، مقسمة إلى أربع لهجات وهي في مجموعة نيلو الصحراء؛ يتقاسمها اثنان من جيرانهما، كوكا وميدوغو. تُعرف هذه الشعوب الثلاثة مجتمعة باسم ليزي ويعتقد أنهم أحفاد المجموعات العرقية الرئيسية في سلطنة ياؤ..
ظهرت لأول مرة في القرن الرابع عشر بالقرب من بحيرة فتيري، عشيرة بدوية تقودها مجموعات من سلالة السيفوة . كانوا في الأصل كيانًا سياسيًا نشأ نتيجة اندماج الكايي (الزغاوة القديمة = كانيمبو الحالية، والعشيرة موجودة حتى اليوم في كانيم) وعشيرة نجيزيمس كانيمبو، وهي موجودة حاليًا في ديبينينتشي، سكان بحيرة تشاد في منطقة فيتري. استقر الشعب شرق الإمبراطورية كانيم، تشادحاليًا، والذي حطم قوة الإمبراطورية، وقتل خمسة من ستة من مايس كانم في (الملوك) بين 1376 و 1400.
في نهاية غزا بيلالا كانم وأجبرت كانم بالمزيد من الهجرة إلى برنو. نتيجة لذلك، وضع بولالا أيديهم على كانم، حيث أسس في القرن الخامس عشر سلطنة ياو المسلمة. هاجمت إمبراطورية كانيم بورنو قرنًا لاحقًا في عهد علي جاجي . تم استعادة كانيم من قبل ابن علي بعد معركة كبيرة في جارني كيالا، مما اضطر بولالا إلى التحرك شرقًا، حيث كانوا سيظلون يشكلون خطرًا لعدة قرون على كانيم بورنو. واستمرت أيضًا في أن تكون مملكة مزدهرة: فقد اعتقد المستكشف ليو أفريكانوس أن عهد بولالا كان أغنى من كانيم بورنو بسبب تجارته المزدهرة مع مصر .
بقيت قوتهم تتناقص حتى ظهور الاستعمار، عندها خضعوا للفرنسيين.

## روابط خارجية
- Notes sur les Bilala du Fitri (PDF، باللغة الفرنسية)